# Pasărea măiastră

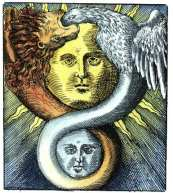
Ilustrație de Basil Valentine

Pasărea Maiastră este o pasăre simbolică sau alegorică din mitologia românească. Are rang regal și este ajutată la nevoie și de celelalte păsări. Pasărea Măiastră este o ființă/entitate nepământeană, supranaturală, de pe Tărâmul Celălalt. Este descrisă ca fiind de o frumusețe deosebită, plină de lumină (Pasărea Phoenix).
R. Vulcănescu spune că Pasărea Măiastră face parte dintr-un grup de ființe avimorfe, alături de Pajură și Pasărea de foc. Sunt și variante în care ea poarta numele Andilandi, și este prezentată ca fiind o fiică de împărat, transformată în pasăre din cauza unui blestem.

## Mitologie

### Mitologia românească
În fauna mitologică românească, Pasărea Măiastră este considerată regina păsărilor, mesagera zânelor. Ca orice ființă supranaturală înzestrată cu puteri magice, este destul de scumpă la vedere, frumusețea ei unică și lumina celestă pe care o răspândește încântând doar privirea celor cu adevărat privilegiați. Despre cântecul ei, care nu răsună decât în singurătate, se spune că ar întineri orice ascultător. Pasărea Măiastră, pasare justițiară, posedând o putere magică inepuizabilă, aparține Tărâmului Celălalt, trăind izolat și neexpunându-și splendidul penaj multicolor decât foarte rar.

### Alte mitologii
Pasărea Phoenix, despre a cărei frumusețe unică se vorbește din Europa până în Orientul Mijlociu și în America, este un echivalent al Păsării Măiastre. Ceea ce individualizează misterioasa ființă înaripată despre care se spune că s-ar fi născut dintr-un ou de aur ce plutea pe apele Oceanului Primordial este capacitatea de a se mistui în flăcări și de a renaște din propria cenușă, ca simbol al focului creator și, totodată, distrugător al lumii. Pentru creștini, Pasărea Phoenix este o pasăre sacră, fiind asociată Arhanghelului Mihail. 
De asemenea, Pasărea de Foc este echivalentul Pasării Măiastre în mitologia slavă. În basmele rusești, ea apare ca o pasăre miraculoasă, înzestrată cu un penaj cu sclipiri de aur și argint și cu ochi strălucitori precum cristalele. Se spune că o singură pană a Păsării de Foc poate lumina o cameră întreagă. Frumusețea și nemurirea le datorează merelor de aur pe care le mănâncă. Atunci când cântă, din pliscul ei izvorăsc perle, trilurile sale având darul de a le reda vederea celor orbi.
În vechea tradiție chineză se vorbește de o Pasăre Roșie, denumită Fenghuang, ocrotitoare a iubirii nemuritoare. Ea poate fi considerată o întruchipare a simbolului Yin-Yang, Feng desemnând pasărea mascul, iar Huang - pasărea femelă.

## Petre Ispirescu
Petre Ispirescu a a cules și inclus basmul Pasărea măiastră în colecția Legende sau basmele românilor. Acesta i-a fost povestit de un soldat din satul Bulbucata din județul Vlașca la 1868, și comunicat de fratele său, G. Ispirescu.

### Sinopsis
„Iară a treia noapte visă împăratul că daca va aduce cineva pasărea măiastră de pe tărâmul celălalt și să-i așeze cuibul în turn, se va putea face monastirea desăvârșit.”
Un împărat avea trei feciori. Acesta încerca să construiască o mănăstire pentru a-l cinsti pe Dumnezeu, dar construcția se dărâma de fiecare dată. Nereușind să găsească un meșter iscusit, împăratul primește în vis promisiunea că, odată cu aducerea păsării măiestre în turnul bisericii, aceasta nu se va mai prăbuși. Așadar, suveranul își trimite copiii în căutarea animalului.
Feciorul cel mare pornește primul. Este urmat de feciorul mijlociu. Timpul trece, iar cei doi nu reșesc să se întoarcă acasă, fiind tranformați pe parcursul călătoriei în stane de piatră. Împăratul se îndură să-l lase și pe mezin să încerce aducerea păsării. Cu toate acestea, nici el nu revine la palat. După o vreme, fiii cei mari aduc animalul și o roabă la curtea împărătescă, iar mănăstirea poate fi, în sfârșit, finalizată.
Pasărea maiastră atrage atenția tuturor locuitorilor, dar împăratul este întristat deoarece zburătoarea nu cânta. Într-o zi, roaba (devenită găinăreasă) îl anunță pe împărat că pasărea a început să cânte la intrarea în biserică a unui cioban. Suveranul ordonă aducerea lui la curte și îl întreabă cine este. Tânărul începe să înșire povestea sa.
El ajunsese, cu ajutorul unui vulpoi fermecat, pe tărâmul zmeilor, unde capturase pasărea maiastră și salvase o fată, de care se îndrăgostise. Urmă să-și transforme frații împietriți înapoi în oameni. În loc de mulțumire, aceștia îi tăiară picioarele și fugiseră la palat cu pasărea și tânăra prizonieră, devenită roaba lor.
După încheierea istorisirilor, împăratul își dă seama că ciobanul este, de fapt, fiul său cel mic. Îl căsătorește cu găinăresa și îi lasă tronul. Frații mai mari sunt judecați și uciși de propriile lor săgeți.